# 111913 Davidgans
111913 Davidgans è un asteroide della fascia principale. Scoperto nel 2002, presenta un'orbita caratterizzata da un semiasse maggiore pari a 3,0778203 UA e da un'eccentricità di 0,1304177, inclinata di 9,38411° rispetto all'eclittica.
L'asteroide è dedicato all'astronomo e storico ebraico David Gans vissuto tra Germania e Boemia tra il XVI e il XVII secolo.